# Истребитель спутников
Истребитель спутников (ИС) — советская программа противоспутникового оружия, которая привела к развёртыванию системы ИС-А (И2П, 4Я11) в 1970—1980-х годах. Изначально предполагался запуск ИС с помощью УР-200, но после прекращения разработки УР-200 вместо неё использовались ракеты-носители Полёт, Циклон-2 и Циклон-2А.
Создание системы противокосмической обороны, получившей название «ИС» (истребитель спутников), в СССР началось в 1960 году. Были определены основные исполнители. Головная организация по системе в целом — ОКБ-52, главный конструктор В. Н. Челомей. В 1965 году головной организацией по системе «ИС» было определено КБ-1 (впоследствии ЦКБ «Алмаз»), главный конструктор А. И. Савин, с 1979 года главным конструктором стал К. А. Власко-Власов, а с 1983 года — Л. С. Легезо.
Впервые в мире была разработана система противокосмической обороны (ПКО) на базе маневрирующих КА, оснащённых головками самонаведения и средствами поражения целей. Она была предназначена для поражения искусственных спутников Земли военного назначения, в том числе маневрирующих на орбите.
В состав комплекса входил высокоманёвренный КА «ИС», РН, стартовая и техническая позиции, главный командно-вычислительный центр.
В первых двух пробных запусках космических аппаратов ИС использовалась конфигурация И1П, которая служила для проверки двигателей и систем управления аппаратом. Первый запуск был произведен 1 ноября 1963 года, второй — 12 апреля 1964 года; аппараты получили обозначения соответственно Полёт-1 и Полёт-2. После этого запускались перехватчики ИС-А или И2П и мишени ИС-П или И2М. Было запущено 4 мишени ИС-П, после чего они были заменены на более дешёвые спутники ДС-П1-М «Тюльпан», которые запускались как часть программы Днепропетровский спутник, а ещё позже заменены на «Лиру».
В 1978 году комплекс был принят на вооружение и состоял на боевом дежурстве до 1993 года. ИС запускался на орбиту ракетой-носителем «Циклон-2», обеспечивал перехват цели уже на втором или последующих витках и поражал вражеский КА направленным потоком (взрывом) поражающих элементов.